# Pali (taal)
Pali (Pāli: पाळि) is de taal die gebruikt wordt in de oude geschriften van het Theravada-boeddhisme. Deze taal is meer literair dan het Urdu. Ze gaat waarschijnlijk terug op een westelijke Prakrit.
De betekenis van het woord Pāli in het Pali is 'geschrift'. De taal Pali is bekend vanwege de Pali-canon (Pali: Tipitaka). Dit is de naam van de collectie van vroegste geschriften in het Theravada-boeddhisme.

## Palischrift
Het Pali heeft geen eigen schrift, maar wordt in vele verschillende schriften geschreven, waaronder:
- het devanāgarī-schrift (ook gebruikt voor o.a. Hindi en Sanskriet)
- het Thaise schrift
- het Birmese schrift
- het Cambodjaanse schrift
- het Laotiaanse schrift
- het Latijnse schrift

De oorzaak hiervoor is dat het Pali oorspronkelijk alleen een spreektaal was. Toen de Pali-canon in de 1e eeuw voor Christus in Sri Lanka op schrift gesteld werd, werd daarvoor eerst het toenmalige Singalese schrift gebruikt. Mensen in andere landen konden dit echter niet lezen en gebruikten hun eigen schrift om het Pali op te schrijven. In veel van deze talen worden speciale tekens gebruikt voor het Pali, die niet gebruikt worden in het normale schrift.

## Uitspraak
Ook in het Latijnse schrift worden er speciale letters gebruikt om de taal Pali weer te geven. Voor sommige van de Latijnse letters is in het Pali een andere uitspraak vereist dan Nederlandstaligen gewend zijn. Een lijst van letters die een speciale uitspraak vereisen:
| Letter in het Pali        | Nederlandse uitspraak                | Nederlandse uitspraak |
| ------------------------- | ------------------------------------ | --------------------- |
| ā                         | als de Nederlandse lange 'aa': paard |                       |
| i                         | als de korte versie van 'ie': iets   |                       |
| ī                         | als de lange versie van 'ie': bier   |                       |
| e                         | als de lange versie van 'ee': geef   |                       |
| u                         | als de korte versie van 'oe': boek   |                       |
| ū                         | als de lange versie van 'oe': boer   |                       |
| ñ                         | als in het Spaanse mañana            |                       |
| ṃ of m/n met punt erboven | als 'ng' in zing                     |                       |

Er zijn meer speciale medeklinkers, maar voor een goede uitspraak is het bovenstaande voldoende.
Twee medeklinkers achter elkaar geeft aan dat er een korte stop gemaakt dient te worden. 'Buddha' wordt dus uitgesproken als: Boed-dha, bovendien wordt de ´h´ uitgesproken als een duidelijk hoorbare korte ´zucht´.